# Natural Born Chaos
Natural Born Chaos is het vierde album van de Zweedse melodieuze-deathmetalband Soilwork, uitgebracht in 2002 door Nuclear Blast. Het was een logisch vervolg op A Predator's Portrait maar het was net iets beter qua productie en songwriting. Het werd geproduceerd door Devin Townsend die ook gastvocalen verzorgde op "Black Star Deceiver" en "Soilworker's Song of the Damned". Een andere gast op het album was Mattias IA Eklundh van Freak Kitchen die gitaar speelde op "No More Angels".
Het was ook het eerste album van keyboardspeler Sven Karlsson.

## Nummers
1. Follow The Hollow – 4:02
2. As We Speak – 3:43
3. The Flameout – 4:18
4. Natural Born Chaos – 4:08
5. Mindfields – 3:29
6. The Bringer – 4:43
7. Black Star Deceiver – 4:42
8. Mercury Shadow – 3:49
9. No More Angels – 4:01
10. Soilworker's Song of the Damned – 5:03